# لی‌لا استار (بازیگر)
لی‌لا استار (به انگلیسی: Lila Star) با نام کامل لیلا استار اسکادا (به انگلیسی: Lila Star Escada) بازیگر، آرایشگر و موسیقی‌دان آمریکایی است.
او یک زن ترنس است.